# Megatritheca devredii
Megatritheca devredii là một loài thực vật có hoa trong họ Cẩm quỳ. Loài này được (R. Germ.) Cristóbal mô tả khoa học đầu tiên năm 1965.